# Milesia maai
Milesia maai är en tvåvingeart som beskrevs av Heikki Hippa 1990. Milesia maai ingår i släktet Milesia och familjen blomflugor. Inga underarter finns listade i Catalogue of Life.